# 博克斯斯普林斯 (喬治亞州)
博克斯斯普林斯（英語：Box Springs）是位於美國喬治亞州塔爾博特縣的一個非建制地區。該地的面積和人口皆未知。

## 地理
博克斯斯普林斯的座標為32°31′58″N 84°39′40″W / 32.53278°N 84.66111°W，而該地的平均海拔高度為112米（即367英尺）。